# Euphyia vinaceata
Euphyia vinaceata là một loài bướm đêm trong họ Geometridae.